# Desacralizare

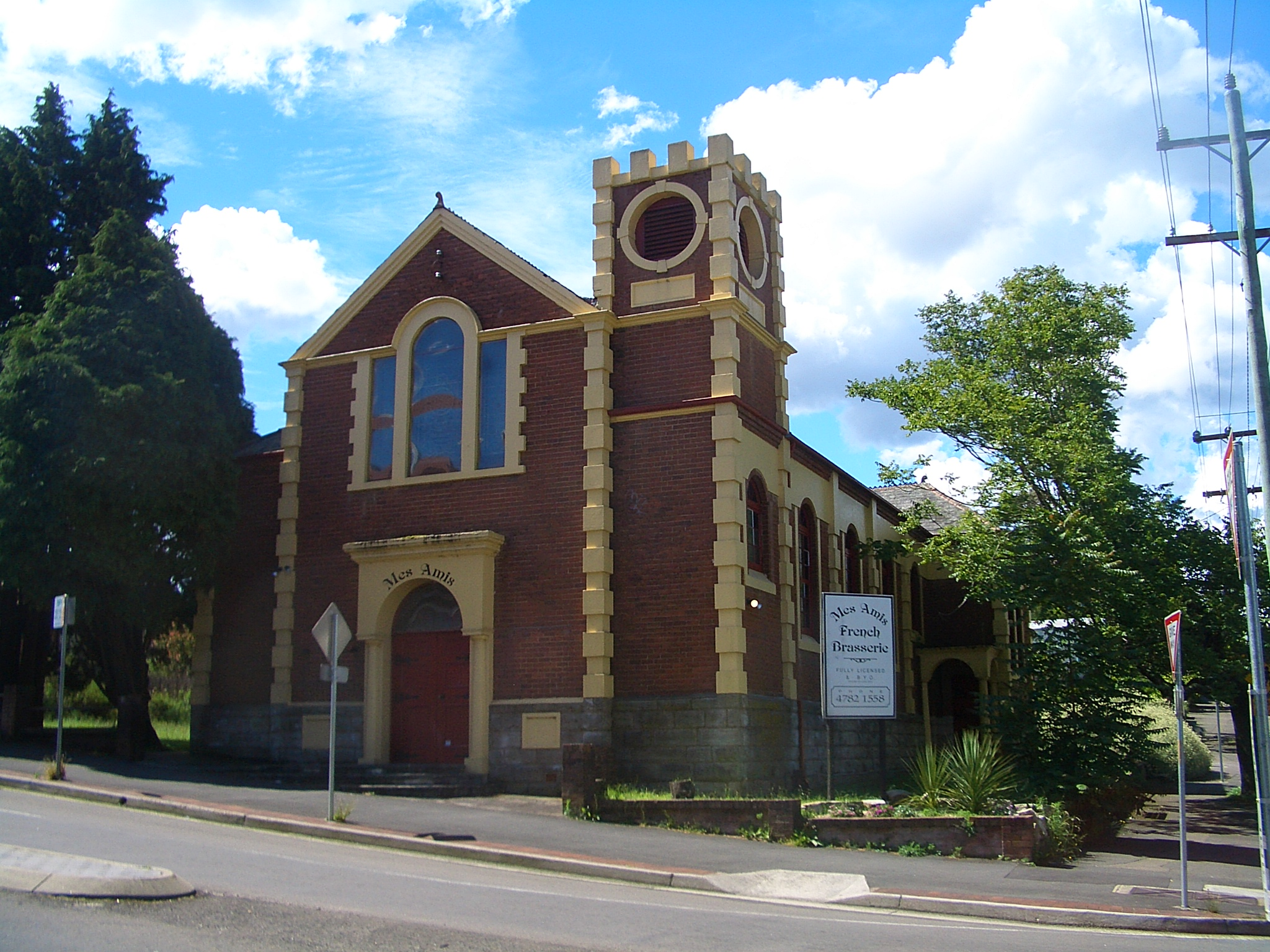
Clădire a unei foste biserici din Katoomba, Australia, transformată într-un restaurant

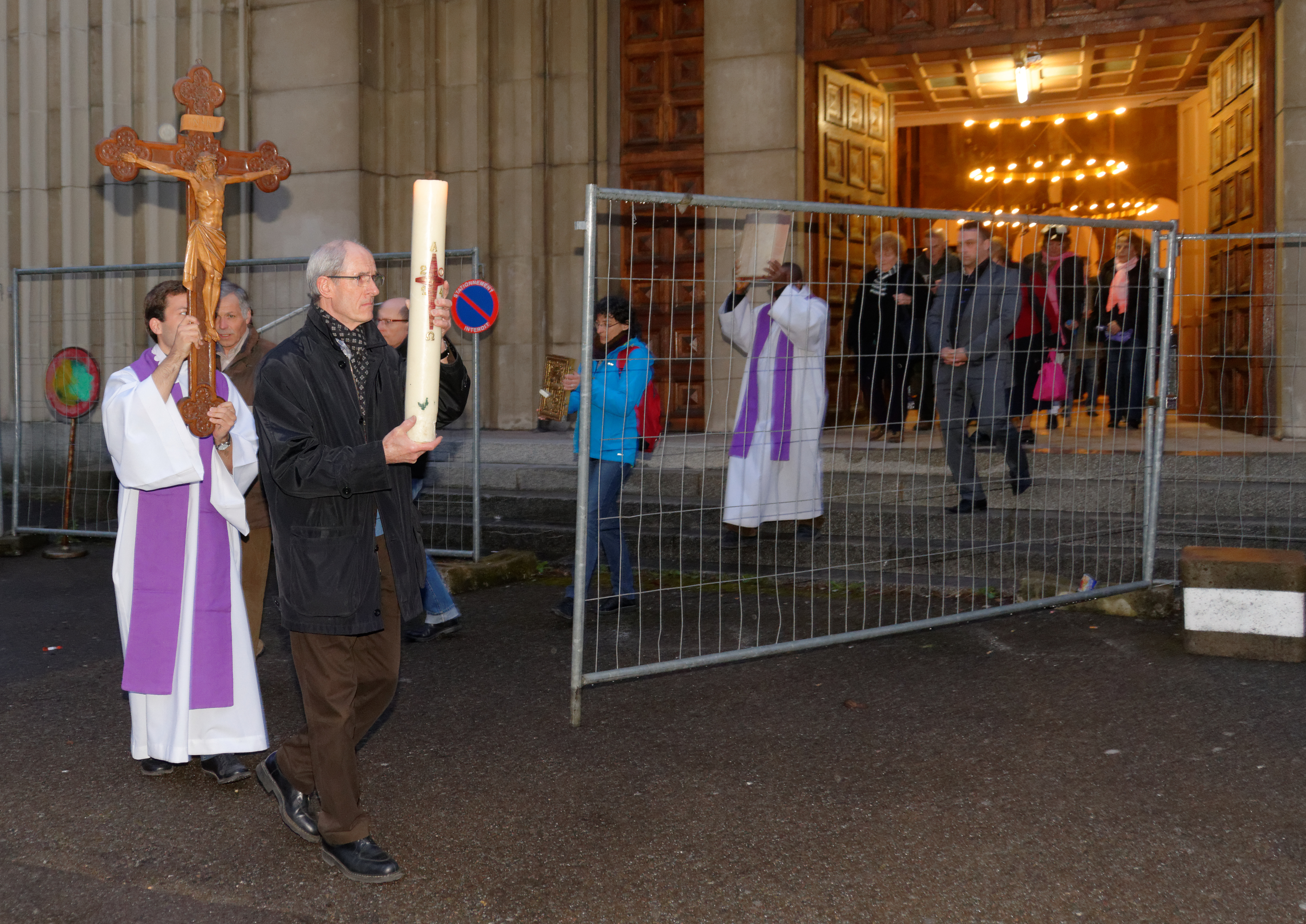
Ceremonie de desacralisare a Bisericii Notre-Dame des Anges din Belfort înaintea demolării sale. Obiectele liturgice sunt scoase din clădire.

Desacralizare, numită uneori secularizare 
sau laicizare, este actul de retragere a caracterului sacru al unei clădiri sau al unui obiect cu specific religios care fusese sfințit(ă) în prealabil de un cleric al acelei religii sau, prin extensie, orice act care are ca efect pierderea caracterului sacru al unei clădiri sau obiect. Această practică este efectuată de obicei în bisericile care urmează să fie destinate unui uz nerelegios (secular) sau demolate.

## Vezi și
- Consacrare
- Profanare
- Secularizare

## Legături externe
- Deconsecration of Rocky Mountain Conference of the United Methodist Church office building, accessed June 25, 2011[nefuncțională – arhivă]